# Végora
Végora (Vegora) är en ort i Grekland.   Den ligger i prefekturen Nomós Florínis och regionen Västra Makedonien, i den norra delen av landet, 300 km nordväst om huvudstaden Aten. Végora ligger 549 meter över havet och antalet invånare är 463.
Terrängen runt Végora är kuperad norrut, men söderut är den platt. Runt Végora är det ganska glesbefolkat, med 32 invånare per kvadratkilometer. Närmaste större samhälle är Ptolemaida, 18,6 km söder om Végora. Trakten runt Végora består till största delen av jordbruksmark.